# Ethel Reed
Ethel Reed va néixer a Newburyport, a Massachusetts, el 13 de març de 1874, filla d'Edgar Eugene Reed. La seva família es va mudar a Boston el 1890. Ella va estudiar breument a la Cowles Art School de Boston el 1893, i va començar a rebre cert reconeixement públic per les seves il·lustracions el 1894. A mitjans de la dècada de 1890 es va comprometre amb el també artista Philip Leslie Hale, però mai es van arribar a casar. Va fer un viatge a Europa entre 1896 i 1898, on va visitar França, Anglaterra, Irlanda i Alemanya. La seva trajectòria després de 1898 és difícil de rastrejar, i certs registres de la data de la seva mort encara no han estat certificats.

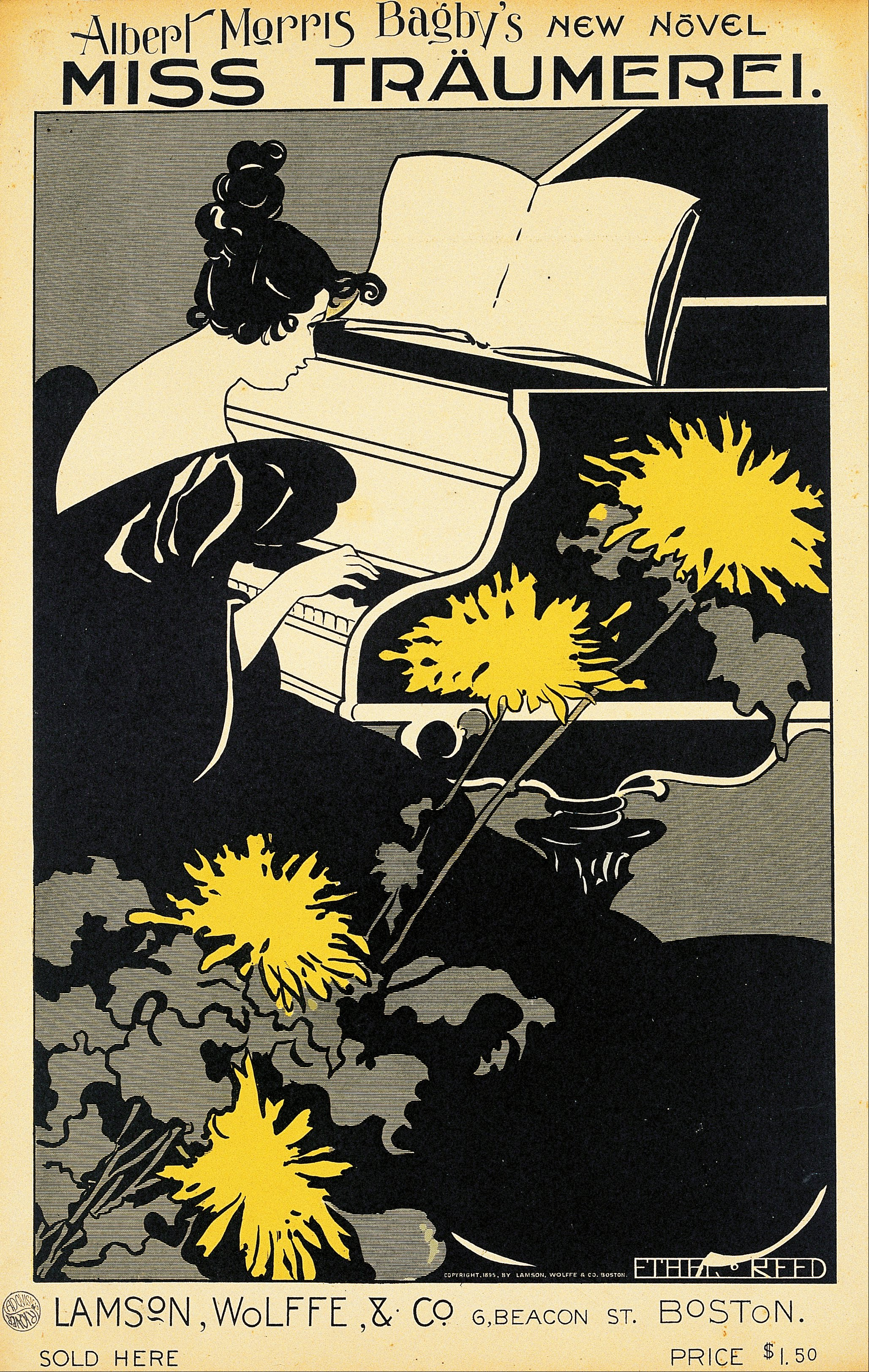
Portada d'un llibre feta per Ethel Reed

En la seva curta carrera, Ethel Reed va aconseguir el reconeixement com una de les il·lustradores de llibres i cartells per excel·lència del seu període. Va conèixer a moltes figures importants literàries i artístiques de la seva època, com l'escriptor Richard le Gallienne, els arquitectes Bertram Goodhue i Ralph Adams Cram, i el fotògraf Fred Holland Day. Ethel Reed va fer de model per fotografies de les revistes Day's, Chloe i The Gainsborough Hat. També va posar com a mínim per a tres vegades per a Frances Benjamin Johnston.

## Llibres il·lustrats
- Gertrude Smith, The Arabella and Araminta Stories (Boston: Copeland and Day, 1895)
- Charles Knowles Bolton, The Love Story of Ursula Wolcott (Boston: Lamson, Wolffe, & Co., 1896)
- Mabel Fuller Blodgett, Fairy Tales (Boston: Lamson, Wolffe, & Co., 1896)
- Louise Chandler Moulton, In Childhood's Country (Boston: Copeland and Day, 1896)
- The Yellow Book, Volumes XII (January, 1897) and XIII (April, 1897)

## Links de referència
- Cartell d'Ethel Reed del fons de la col·lecció del Centre de Documentació i Museu de les Arts Escèniques (MAE)